# Crocidura latona
Crocidura latona је сисар из реда Soricomorpha и фамилије Soricidae.

## Угроженост
Ова врста је наведена као последња брига, јер има широко распрострањење и честа је врста.

## Распрострањење
Ареал врсте је ограничен на једну државу. 
ДР Конго је једино познато природно станиште врсте.

## Станиште
Станишта врсте су шуме и речни екосистеми. 
Врста је присутна на подручју реке Конго у Африци.